# František Janoušek
František Janoušek (6. května 1890, Jesenný – 23. ledna 1943, Praha) byl český malíř.

## Život
František Janoušek po absolvování měšťanky (1902-1905) studoval na Učitelském ústavu v Praze a v Jičíně. Až do počátku první světové války působil jako učitel v menších středočeských obcích (Čelákovice, Kostelec, Brandýs, Kozly).
V roce 1914 byl mobilizován a odvelen jako pěšák na srbskou frontu, krátce nato byl raněn a hospitalizován v Lublani. Po vyléčení byl nasazen v Karpatech, ale pod vlivem válečných hrůz se zhroutil a sám se postřelil do nohy. Pobýval v několika nemocnicích a volný čas věnoval malování. Nakonec skončil jako písař ve válečné nemocnici v Pardubicích a poté v Kadani, kde se dočkal konce války.
V roce 1919 se přihlásil ke studiu na Akademii výtvarných umění v Praze a byl přijat do speciální školy Vojtěcha Hynaise, se kterým se později sblížil i osobně. Byl tehdy o deset let starší než většina jeho spolužáků – v jiných ateliérech ve stejné době studovali malíři Bauch, Kaplický, Štyrský, Holý nebo sochaři Benda, Durasová, Makovský Lauda, Stefan, Wagner, Pešánek. V roce 1920 Janoušek obdržel za malbu školní cenu 1. stupně. Během studií se oženil s učitelkou Annou Žákovou (1921). Akademii absolvoval po třech letech a odjel na studijní cestu do Vídně a Německa. Roku 1923 byl na vlastní žádost jako voják penzionován.
V roce 1924 se manželům Janouškovým narodila dcera Alena a František Janoušek vystavoval poprvé s SVU Mánes. V té době již byl dostatečně finančně zajištěn a roku 1926 se přestěhoval s rodinou do Prahy a najal si zde ateliér. Podnikl jednoměsíční cestu do Paříže.
V roce 1929 obdržel cenu fondu Jana Štursy a v říjnu navštívil Itálii. Během první velké roztržky v SVU Mánes (1929), následované odchodem několika členů, zůstal členem SVU, přestože mu secesionisté jako výtvarníci byli bližší. Po třech letech se většina z nich do Mánesa vrátila (zatímco jiní členové byli vypuzeni) a spolu s nimi se novými členy stali surrealisté Štyrský a Toyen.
Janoušek měl možnost seznámit se na dvou pražských výstavách roku 1931 s některými díly francouzských surrealistů (Dalí, Ernst). O rok později, na výstavě Poezie 1932, která byla prvním představením českého surrealismu, byli kromě českých malířů zastoupeni početnou kolekcí prakticky všichni významní francouzští surrealisté. Ve 30. letech Janoušek vystavoval každoročně s SVU Mánes a roku 1935 zde měl první autorskou výstavu.
Ještě před válkou se spřátelil s Václavem Bartovským a Zdeňkem Rykrem a dalšími členy skupiny 42, která se v té době formovala.
Od roku 1939 až do roku 1942 spolu s Vladimírem Sychrou a Vojtěchem Tittelbachem vedl Malířskou školu Mánesa. V roce 1942 onemocněl a byl neúspěšně operován. Zemřel na zhoubný nádor 23. ledna 1943 v Praze.
V rodině měl umělecký talent Janouškův strýc Franz Kochanek, který po studiu na pražské UPŠ a v Mnichově byl cizelérem ve Vídni. Janouškův starší bratr Josef, který studoval kamenosochařství a vyučil se zinkografem, působil jako kreslíř v humoristických časopisech, ale zemřel v 25 letech na tuberkulózu. Dcera Františka Janouška Alena studovala na VŠUP u Emila Filly, jeho synovec byl malíř Jaroslav Klápště.

## Dílo

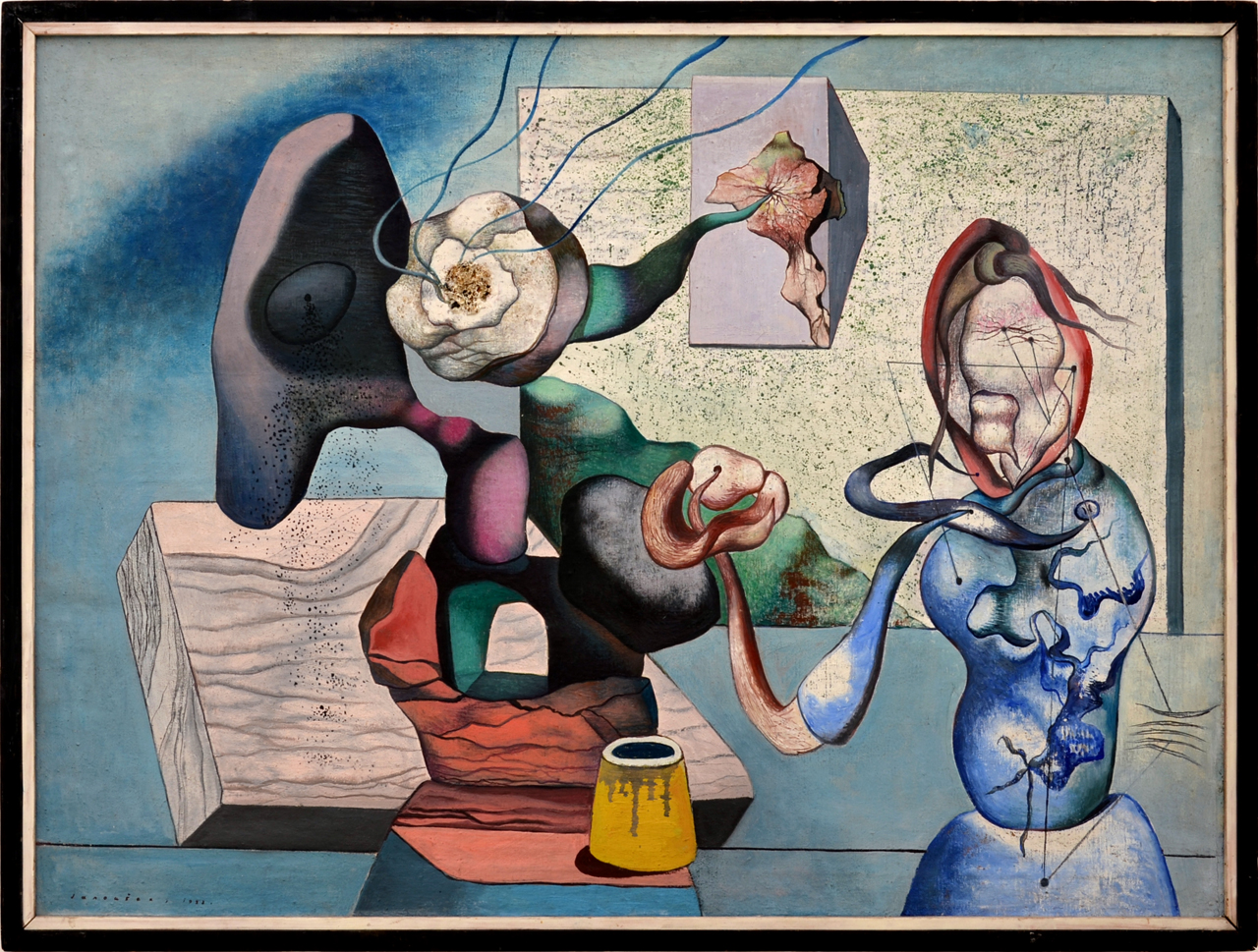
František Janoušek, Večeře stařeny (1933), AJG Hluboká nad Vltavou

František Janoušek po smrti staršího bratra Josefa ještě před válkou začal kreslit pro humoristické časopisy, se kterými bratr spolupracoval, a za války vytvořil řadu kreseb ovlivněných symbolismem. Během studia na AVU a v polovině 20. let se jeho tvorba vyvíjela od akademismu nejprve k sociální (Slepý harmonikář) a později k postimpresionistické malbě ovlivněné Kremličkou, Picassem a Derainem. 
Po návratu z Paříže (1927), kde objevil Matisse, prošel obdobím fauvismu a syntetického kubismu (Zátiší s houbami, 1929). Pro další směřování byla významná jeho cesta do Itálie (1929), po které se v Janouškově malbě objevuje dynamizace tvarů. Klíčovým obrazem tohoto období je Večer v Sieně (1929-30). Jeho další obrazy již obsahují pohyb, který rozvrací plošnou postkubistickou stylizaci (Milenci, 1931) a geometrii nahrazují organické tvary. Zároveň opustil téma architektury (Pozdrav z Benátek, 1932) a novým ústředním motivem obrazů se stala figura (Sochař, 1932). Symbolem vnitřního pohybu v obrazu jsou zvlněné linie, rozvolnění a lineární redukce obrazových elementů (Větrná krajina I-III, 1932).
V následujícím lyrickém období prostor i organické tvary ztrácejí souvislost s realitou, barevnost obrazů se pohybuje v široké škále od téměř monochromatických (Sochařka, 1933) po zářivě kontrastní tóny (Žlutá krajina, 1933). Součástí kompozice jsou rovné čáry vytvářející geometrickou síť (Malířka, 1933) i zprohýbané linie navozující pohyb (Hlava, 1933) a různé geometrické elementy (Večeře stařeny, 1933), někdy zvýrazněné strukturální reliéfní malbou (Vánoční obraz, 1933). Organické tvary jsou modelovány výrazným stínováním, prostor se prohlubuje a často končí horizontem mořského pobřeží.
Roku 1934 Janoušek krátce sáhl k popisnosti v některých venkovských motivech (Pastýř), ale pak se znovu vrátil k abstraktním tvarům. 
V letech 1935-36 vytvořil sérii kreseb s motivy lidského těla v dramatických situacích, které jsou ozvěnami jeho válečných zážitků a reagují na zlověstnou realitu občanské války ve Španělsku. Figury jsou v těchto kresbách ovíjeny a spoutány, škrceny, zraňovány a trhány na kusy. Obrazy na plátně ze stejného období mají černé pozadí (Obraz, 1935, Španělsko, 1936) a podle Jaromíra Pečírky evokují zneklidňující osudové pocity.
Ve zbývajících předválečných letech kritika věnovala pozornost tehdejšímu imaginativnímu umění, ale Janouška a jeho expresivní podobu surrealismu ignorovala. Samotné názvy obrazů vypovídají o duševním rozpoložení autora (Člověk z podzemí, 1936, Hodina červů, 1937, Do noci dějin, 1937). Janoušek v letech 1937-1938 změnil způsob malby – místo stínování užíval šrafy, barvu nanášel krátkými tahy a ponechával na plátně stopy štětce (Fosilní lidé, 1938).
Malíř naposled vystavoval roku 1938. Kresby a obrazy namalované do jeho předčasné smrti v roce 1943 nejsou datovány a je obtížné je časově zařadit, pokud se netýkají konkrétní události (In memoriam Zdeňka Rykra, 1940, Po pádu Paříže, 1940). Jeho kresby ze skicáře se věnují vesnickému prostředí, kde "vesnický chudák ve svém nekonečném a marném plahočení se stane symbolem nekonečného utrpení lidstva v dějinách"
Obrazy namalované za války jsou expresivní, obsahují ženské bytosti nebo jen změť lidských tvarů, která se prolíná se skalami, se symboly starých kultur nebo nejrůznějšími živočichy a nestvůrami (Vadnoucí ženy, 1941, Kréta, 1941, Kráčivec, 1942, Krajina s hmyzem, 1942) a v úhrnu se slévá "v jediný nářek všeho živého". 

### Poezie
Janoušek jako student Učitelského ústavu začal psát verše pro Ozvěny světa a domova a dětské přílohy Českého slova a Lidových novin a doprovázel je vlastními kresbami. Po roce 1939 se v jeho básních objevuje lyrický děj a meditace o vlastním osudu, nejčastějšími tématy je štěstí a prázdnota. V období války se jeho básně už nehodily pro děti a svou složitou symbolikou budily podezření protektorátní cenzury. 

### Publikační činnost
František Janoušek přispíval od roku 1927 do roku 1932 recenzemi výstav do časopisů Volné směry, Národní osvobození, Český svět, Eva, Světozor.

### Zastoupení ve sbírkách
- Národní galerie v Praze
- Centre Georges Pompidou, Paříž
- Musée national d'art moderne, Paříž
- Moravská galerie v Brně
- Galerie hlavního města Prahy
- Galerie Středočeského kraje v Kutné Hoře
- Severočeská galerie výtvarného umění v Litoměřicích
- Galerie moderního umění v Roudnici nad Labem
- Galerie výtvarného umění v Ostravě
- Oblastní galerie v Liberci
- Galerie moderního umění v Hradci Králové
- Krajská galerie výtvarného umění ve Zlíně
- Alšova jihočeská galerie v Hluboké nad Vltavou
- Galerie umění Karlovy Vary
- Muzeum umění Olomouc
- Památník národního písemnictví
- Muzeum Sztuki w Łódzi

## Galerie

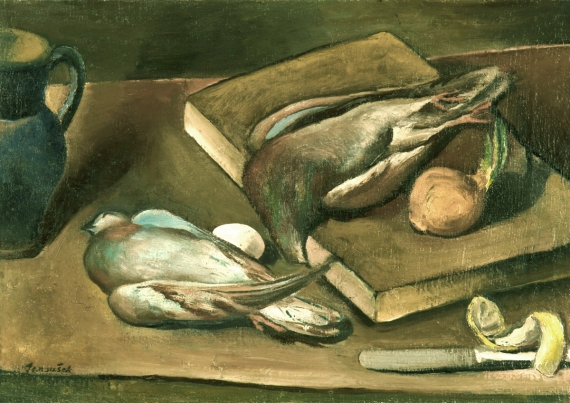
Lovecké zátiší
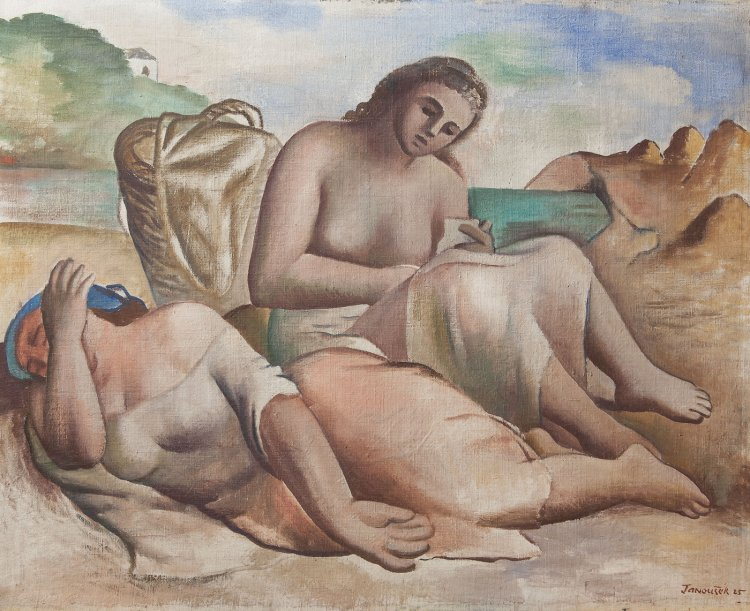
Na břehu (1925)
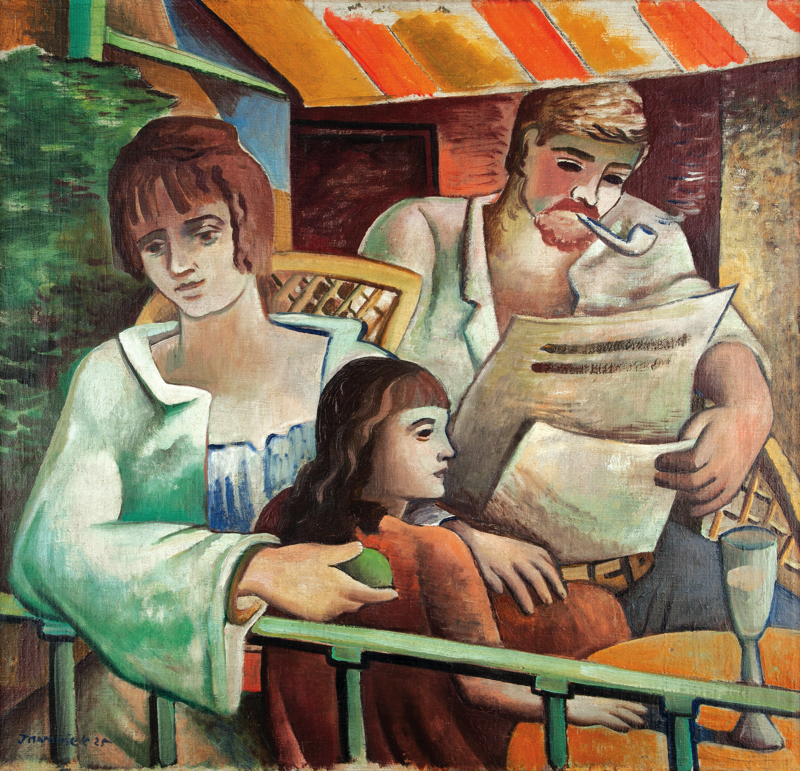
Siesta na balkoně (1925)
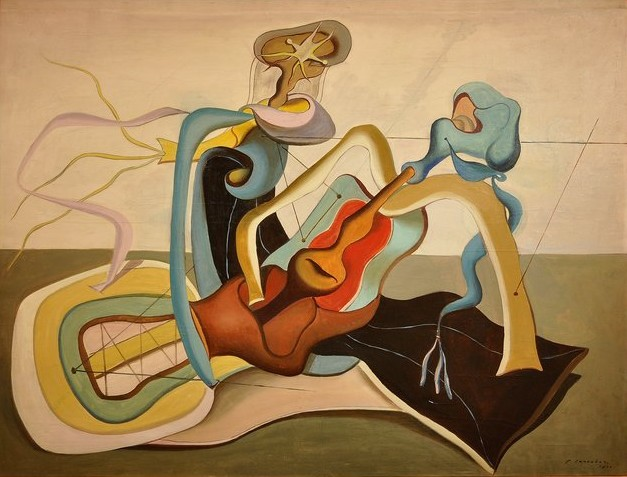
Milostný samaritán (1933)
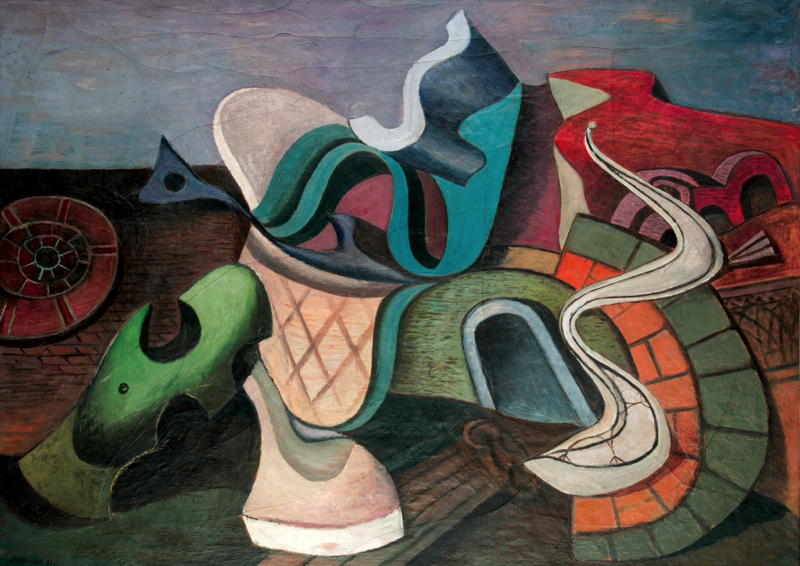
Vzpomínka na Forum Romanum (1932)
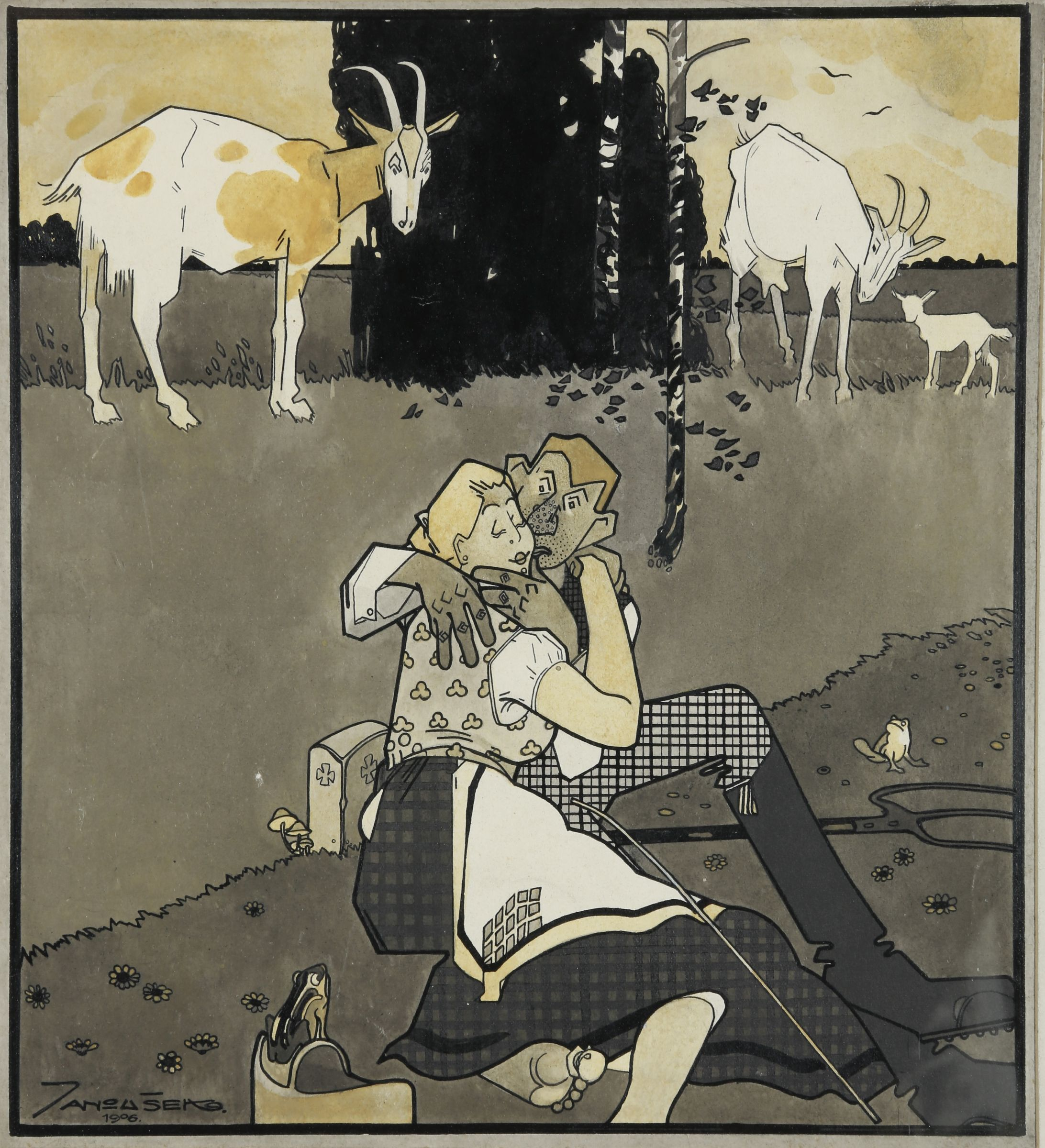
Milenci (1906)
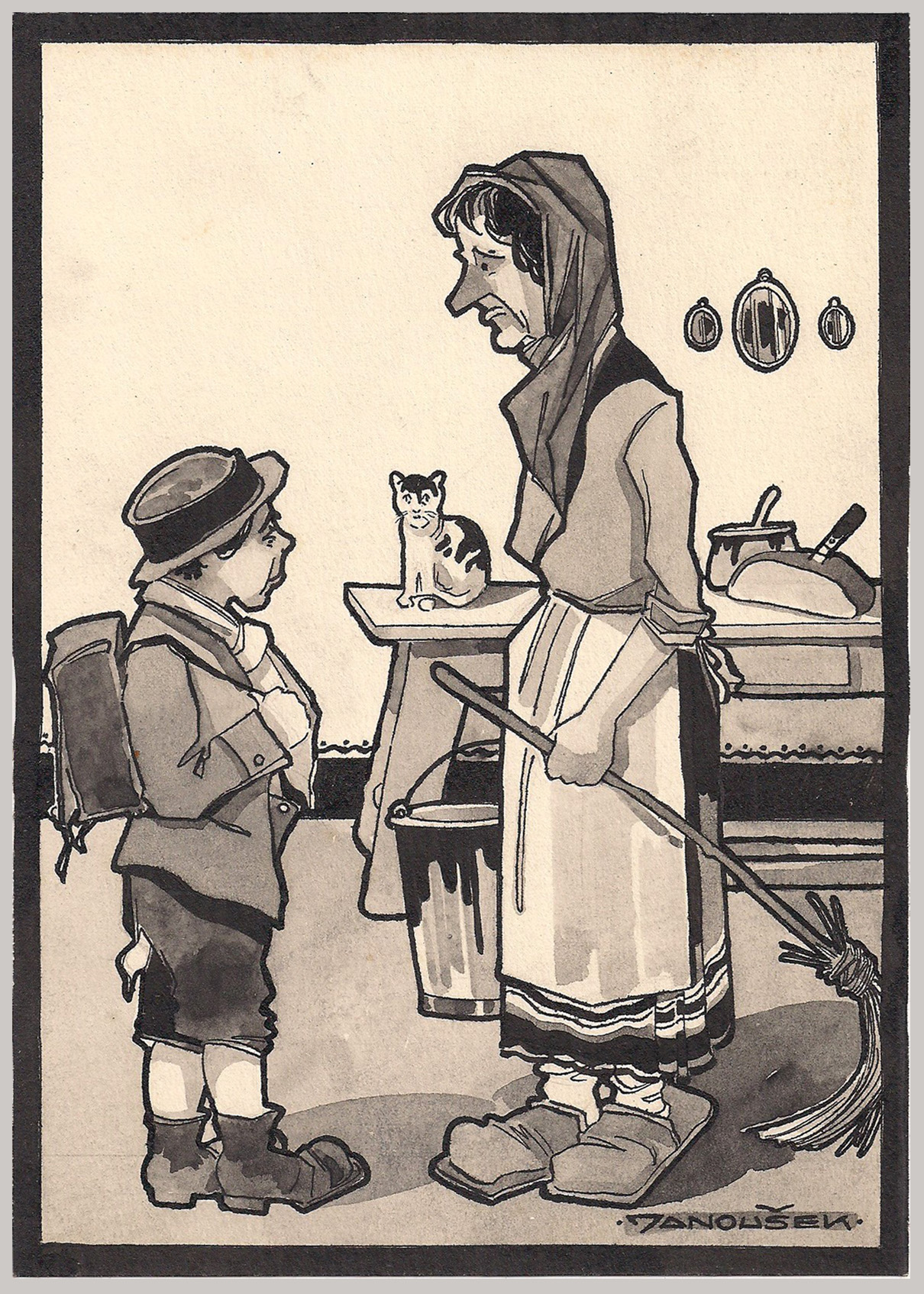
František Janoušek - Lavírovaná kresba tuší pro humoristický časopis Dobrá kopa

#### Katalogy
- František Janoušek, Soubor olejů a kreseb z let 1933-35, kat. 2 s., 1935
- František Janoušek, posmrtná výstava malířského díla v Mánesu, 1947, Chalupecký J, Nebeský V, Mánes, Praha
- František Janoušek 1890-1943: Malířské dílo, 1965, Chalupecký Jindřich, kat. 28 s., Zámek Nelahozeves, Středočeská galerie
- František Janoušek, Kresby, 1966, Hejlová M, Pečírka J, kat. výstavy Roudnice nad Labem
- František Janoušek: Malířské dílo, 1966, kat. 4 s., Mánes Praha
- František Janoušek: Opere scelte (selected works) 1933-1942, 1969, Chalupecký Jindřich, kat. 12 s., Galleria Schwarz, Milano
- František Janoušek: Obrazy a kresby 1929 – 1942, 1985, Šmejkal František, kat. 32 s., Dům umění města Brna
- František Janoušek: Obrazy z let 1932 – 1942: Výstava ke stému výročí narození, 1990, Kohoutek Jiří, kat. 20 s., Ústřední kulturní dům železničářů, Praha
- František Janoušek 1890-1943: Obrazy a kresby, 1991, kat. 4 s., Mánes Praha
- František Janoušek: Posmrtná výstava malířského díla v Mánesu, 1991, Chalupecký Jindřich a kol., kat. 32 s., Mánes, Praha

#### Monografie
- Karel Miler, František Janoušek, malířské dílo 1922-1942, diplomová práce FF UK Praha 1966
- František Šmejkal, František Janoušek, Phases II, č. 2, 1970
- Jindřich Chalupecký, František Janoušek, Odeon Praha 1991, ISBN 80-207-0328-4

#### Sborníky
- Le dessin surréaliste, Šmejkal František, 135 s., Éditions Cercle d'Art, Paříž 1974
- Nové umění v Čechách, Chalupecký Jindřich, 173 s., Nakladatelství a vydavatelství H&H, s.r.o., Jinočany, 1994, ISBN 80-85787-81-4
- Vademecum: Moderní umění v Čechách a na Moravě (1890 – 1938), Rousová Hana a kol., 424 s., Gallery, spol. s r.o. (Jaroslav Kořán), Praha, 2002, ISBN 80-86010-62-7

#### Články
- Jaromír Pečírka: Rozloučení s Františkem Janouškem, Volné směry XXXVIII, 1942-44, s. 65
- František Šmejkal, Jubileum Františka Janouška, Výtvarná práce XI, č. 2, 1963, s.9
- W. Schmied: Zwei Jahrhunderte phantastischer Malerei, Berlin 1973, s. 346
- František Šmejkal: Umění protestu, Česká avantgarda v době španělské občanské války, Umění XXVI, 1978, s. 263-276
- František Šmejkal: En Tchécoslovaquie. La planéte affolée, Surréalisme, Disparation et Influences, 1938-1947, Marseille 1986, s. 237-243
- Seznam děl v Souborném katalogu ČR, jejichž autorem nebo tématem je František Janoušek